# Bill Lienhard
William Barner Lienhard (Slaton, Texas, 14 de enero de 1930-Lawrence, Kansas, 8 de febrero de 2022) fue un jugador de baloncesto, medallista olímpico y banquero estadounidense. Con 1,96 metros de estatura, su puesto natural en la cancha era el de alero. Fue campeón olímpico con Estados Unidos en los Juegos Olímpicos de Helsinki 1952.